# Krzyż (film)
Krzyż – film dokumentalny z 2011 roku zrealizowany przez Ewę Stankiewicz i publicystę Jana Pospieszalskiego, będący swoistą kontynuacją filmu Solidarni 2010 (podtytuł filmu brzmi: Solidarni 2010 część druga). Film opowiada o wydarzeniach związanych ze sporem o krzyż sprzed Pałacu Prezydenckiego w Warszawie, który przez wiele tygodni budził w Polsce wielkie emocje. Premiera filmu odbyła się 17 marca 2011 roku w warszawskiej Kinotece. W 2011 roku film został wydany na DVD w nakładzie 20 tys. egzemplarzy; dołączono do niego książkę zawierającą wywiad-rzekę z twórcami filmu. W 2012 roku film był rozpowszechniany jako dodatek do nru 4 (964) "Gazety Polskiej" z 25 stycznia 2012 roku w nakładzie 139 745 egzemplarzy (na płycie DVD).
W kwietniu 2011 odbyła się trzykrotna projekcja filmu w Chicago w ramach tygodnia "Smoleńsk 2010 – Tydzień Pamięci Narodowej". 12 maja 2011 odbył się pokaz filmu w Polskim Domu Narodowym w Nowym Jorku.